# Ед-Дірійя
24°44′00″ пн. ш. 46°34′32″ сх. д. / 24.73333° пн. ш. 46.57556° сх. д.
Ед-Дірійя (араб. الدرعية DIN ad-Dirʿiyya) — місто в Саудівській Аравії на північному сході від Ер-Ріяда. Центр однойменного мухафаза в провінції Ріяд. Населення 33 тис. чоловік. Відоме тим, що з нього походять Саудити — правляча династія Саудівської Аравії. З 1744 по 1818 рік Ед-Дірійя була першою столицею саудитів.
31 липня 2010 року центральний район Ед-Дірійї — Ет-Турайф (Ет-Тарайф, араб. الطريف) — був внесений ЮНЕСКО до списку Світової спадщини.